# دير الحجر
دير الحجر قرية سوريّة تتبع إداريّاً لمحافظة ريف دمشق منطقة دوما ناحية الغزلانية، بلغ تعداد سكانها 1,324 نسمة حسب التعداد السكاني لعام 2004.